# Giudecca
La Giudecca (Giudèca in dialetto locale, anticamente Zudèca e Zuèca) è un'isola (o, meglio, un insieme di otto isole collegate tra loro) posta a sud del centro storico di Venezia. Si affaccia sull'omonimo canale della Giudecca, di fronte al sestiere di Dorsoduro, di cui l'isola fa parte dal punto di vista amministrativo. Situata a sud rispetto al resto della città, ne costituisce una zona residenziale piuttosto tranquilla e priva di eccessiva presenza turistica. Alla Giudecca vera e propria (4 142 abitanti) si è aggiunta in tempi recenti Sacca Fisola (1 292 abitanti), un'isola posta all'estremità occidentale ottenuta bonificando parte della Laguna.

## Storia
La Giudecca è stata da sempre parte integrante di Venezia e la sua storia è intimamente legata a quella di quest'ultima. Bonificata in epoca relativamente tarda, fu una zona ricca di orti e giardini. Nel Sei-Settecento ospitò l'Accademia dei Nobili, istituto scolastico della Repubblica di Venezia che garantiva l'istruzione ai giovani patrizi meno abbienti.

### L'origine del nome
La Giudecca era anticamente conosciuta col nome di Spinalonga, forse per la sua forma allungata a lisca di pesce.
Secondo alcuni, l'attuale toponimo deriva dalla presenza sull'isola del primo quartiere ebraico, che specialmente nel Sud Italia, è denominato appunto "Giudecca". Tale origine si rifà anche alla tradizione orale che ha spesso citato l'esistenza nell’isola di due sinagoghe (distrutte nel Settecento), nonché dal presunto ritrovamento alle Zitelle di una pietra con iscrizioni in ebraico della quale pure non esiste sicura prova storica. 
Le giudecche esistevano almeno fin dal Medioevo ed erano un luogo di residenza preferenziale degli ebrei, cioè dove gli ebrei preferivano stare - ma non erano obbligati a stare; invece i ghetti sono stati istituiti durante il Cinquecento ed erano residenze forzate, in cui gli ebrei venivano tenuti sotto chiave. Il ghetto di Venezia fu istituito il 29 marzo 1516 a Cannaregio, mentre in precedenza gli ebrei erano liberi di abitare in qualsiasi luogo della città; nel 1515, era stato proposto di relegare gli ebrei proprio alla Giudecca, ma l'ipotesi venne scartata, perché a quel tempo sull'isola vi erano acquartieramenti di soldati, e questo avrebbe potuto creare incidenti.
Un'altra teoria fa derivare il toponimo da zudegà (in veneziano antico "giudicato"), in riferimento alla sentenza con cui, all'inizio del IX secolo, la Repubblica vi concedeva alcuni terreni alle famiglie Barbolani, Flabanici e Caloprini per risarcirle dei danni sofferti durante l'esilio al quale erano state ingiustamente condannate.
Un'ulteriore proposta, infine, avvicina "Giudecca" all'attività dei conciatori di pelle, i quali utilizzavano alcune sostanze vegetali ricavate da sterpami e arbusti. In Veneto e Trentino questi ultimi sono indicati con i vocaboli zuèc, zueccam, zuecchi e simili, mentre in Istria è frequente il toponimo Zudeca in riferimento ad un luogo dove si conciano le pelli. È allora probabile che anche l'isola veneziana tragga il nome dalla presenza di questa attività e/o dall'abbondanza di sterpami utilizzati durante la lavorazione del cuoio.

## Monumenti e luoghi d'interesse

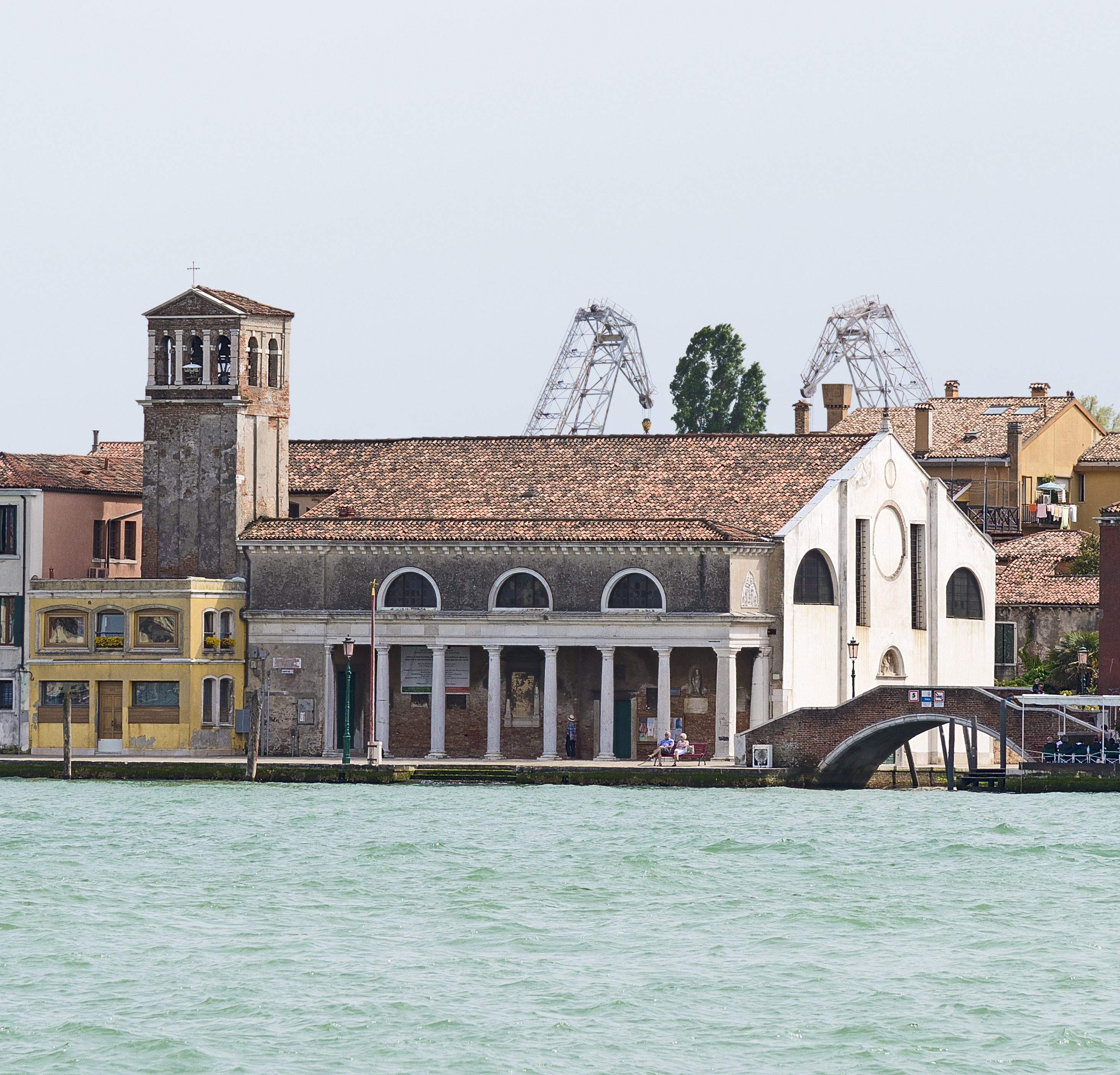
Chiesa di Sant'Eufemia.

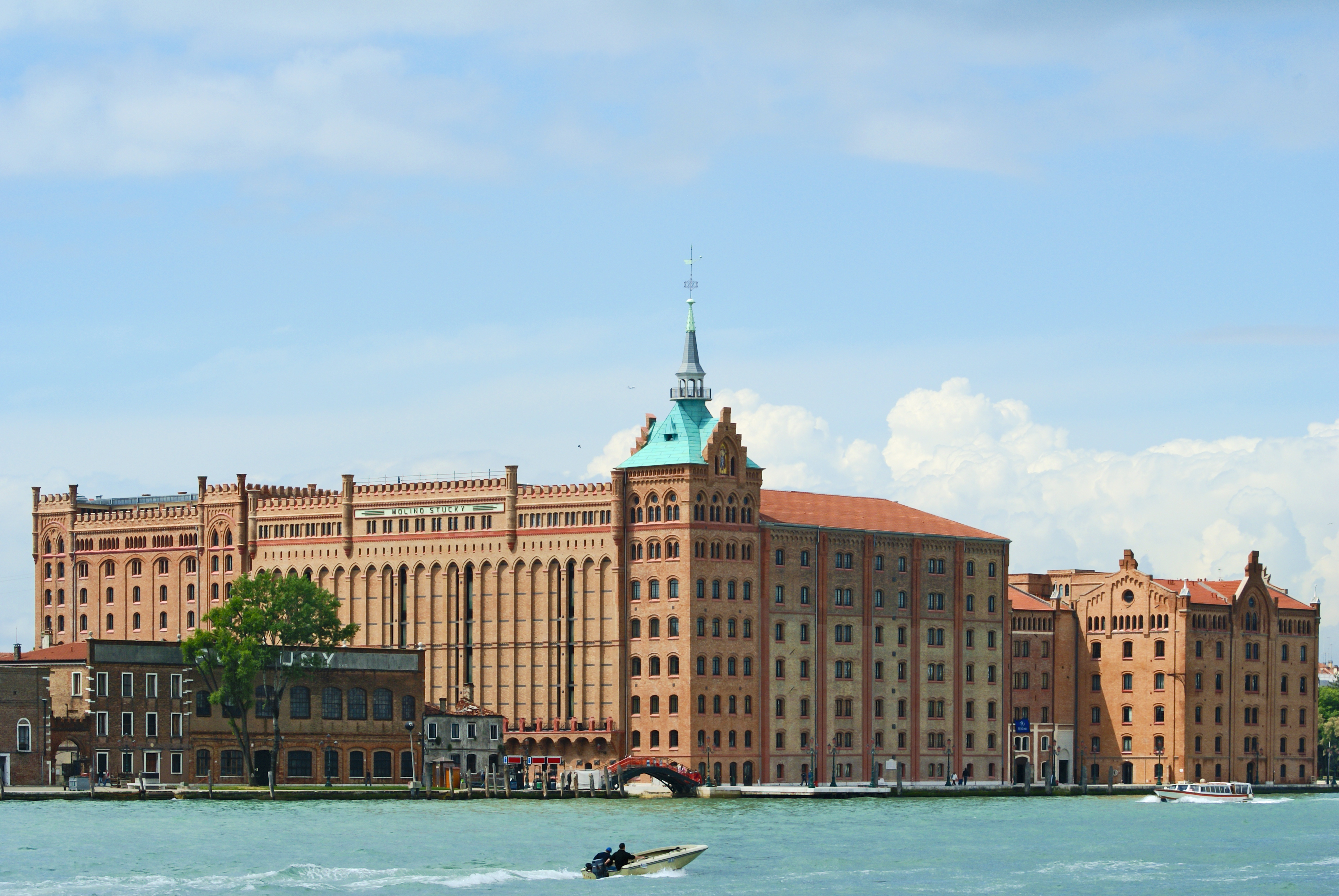
Molino Stucky.

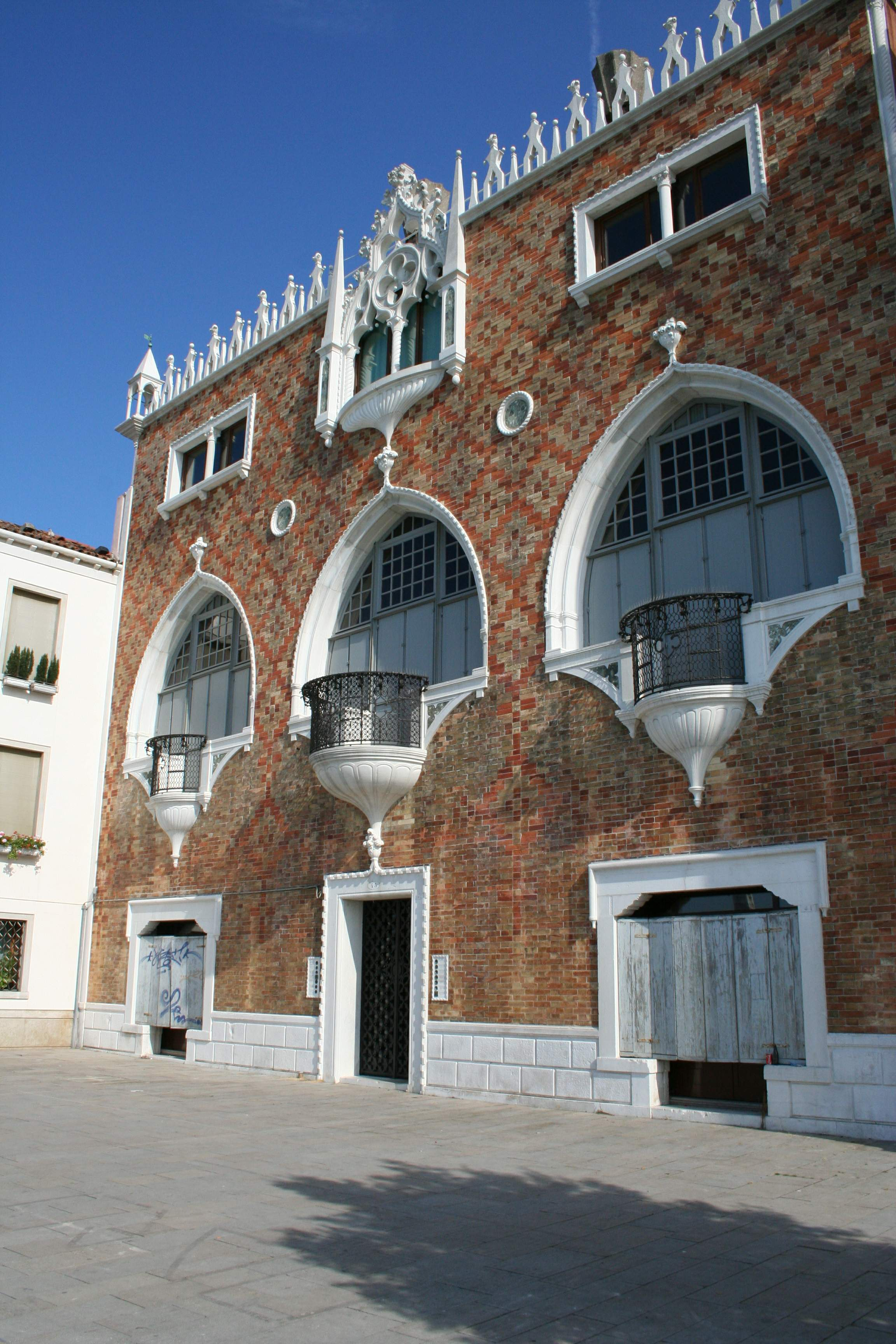
Casa dei Tre Oci.

### Architetture religiose
- Basilica del Redentore. Fu eretta tra il 1577 e il 1592 su progetto di Andrea Palladio. Questo monumento religioso fu un segno di ringraziamento per la fine della terribile pestilenza che nel 1576 causò la morte di un terzo della popolazione cittadina, fra cui lo stesso Doge Sebastiano Venier. Vi si celebra annualmente la Festa del Redentore. L'interno è pregevole e ricco di dipinti dei maggiori pittori veneziani. Nella sagrestia vi sono dipinti di Paolo Veronese. La migliore vista d'insieme si può avere dalla Fondamenta delle Zattere, ovvero la lunga banchina a sud del sestiere di Dorsoduro.
- Chiesa delle Zitelle. Chiesa palladiana che, oltre alle normali funzioni religiose, ospita anche un moderno centro congressi. L'edificio attiguo alla chiesa era un tempo adibito a convento per ragazze indigenti che qui potevano imparare i tradizionali lavori femminili, ad esempio l'arte dei famosi merletti veneziani.
- Chiesa di Sant'Eufemia. Di notevole pregio, la chiesa risale al IX secolo ed è fra le più antiche di Venezia, e nonostante la semplicità degli esterni, racchiude all'interno opere d'arte di grande importanza.
- Chiesa dei Santi Biagio e Cataldo, con un complesso monastico. Venne progettata dagli architetti Domenico Rossi e Giorgio Massari ma venne demolita nel XIX secolo
- Chiesa di Santa Croce, edificio ancora presente ma sconsacrato e in stato di abbandono.
- Convento delle Convertite

### Architetture civili
Sulla Giudecca sono presenti molte architetture degne di attenzione.
- Molino Stucky. Posto sull'estremità occidentale dell'isola ha forme neogotiche. Costruito nel 1895 dal conte Giovanni Stucky poi lentamente superato dai tempi e troppo costoso da mantenere, cadde in disuso nel 1955. Rilevato dal gruppo Acqua Pia Antica Marcia, dal 2007 è adibito a centro congressi e hotel della catena Hilton.
- Hotel Cipriani, situato sulla punta opposta dell'isola, una delle residenze veneziane più lussuose.
- Casa dei Tre Oci, palazzo neogotico.
- Villa Hériot, altro esempio neogotico, con facciata rivolta verso la laguna.
- Giardino Eden Hundertwasser progettato nel 1884.

## Infrastrutture e trasporti

### Mobilità urbana
L'isola è servita da quattro fermate dei vaporetti ACTV: Zitelle, Redentore, Palanca, Sacca Fisola. Le linee che raggiungono l'isola sono la 2 (vaporetto), la 4.1 e la 4.2 (motoscafo), che effettuano tutte le fermate. Durante la notte l'isola è servita dalla linea N, che sostituisce la 2.